# Schizoprymnus subangustatus
Schizoprymnus subangustatus är en stekelart som beskrevs av Vladimir Ivanovich Tobias 1976. Schizoprymnus subangustatus ingår i släktet Schizoprymnus och familjen bracksteklar. Inga underarter finns listade i Catalogue of Life.